# Arbër Shala
Arbër Shala (Zaqishtë, 23 dicembre 1991) è un calciatore kosovaro, difensore del Drenica.

## Carriera
In carriera ha collezionato 46 presenze nella prima divisione albanese, 13 presenze nella prima divisione macedone e svariate altre presenze nella prima divisione kosovara; inoltre, conta 10 presenze in varie edizioni delle coppe europee.

## Palmarès

### Club

#### Competizioni nazionali
- Supercoppa del Kosovo: 1

Drita: 2018